# 汉江师范学院
汉江师范学院，简称汉师，是中华人民共和国的一所全日制本科公办省属师范类高等学校，位于湖北省十堰市。

## 校史沿革
汉江师范学院自称肇始于光绪三十年（1904年）成立的郧阳府师范学堂，当时，清朝湖广总督张之洞在湖北大力改革教育，学校也应运而生；后历经郧山中学、湖北省立第十一中学、湖北省立初级中学、湖北省立联合中学郧阳分校、湖北省立第八师范学校、郧阳联合中学师范部等发展阶段。1954年，成立湖北省郧阳师范学校。文化大革命结束后，基于為湖北省培養急需人才的需求，1977年，华中师范学院在郧阳师范学校成立郧阳分院，学制3年；1978年经中华人民共和国国务院批准，升级为高等专科学校，并更名为郧阳师范专科学校，并开始函授教育；再度更名为郧阳师范高等专科学校。2016年中华人民共和国教育部批准，升格为本科院校，并更名为汉江师范学院。